# Фридман, Джад
Джад Фридман (англ. Jud Friedman, 13 января 1956) — американский композитор, аранжировщик, режиссёр звукозаписи и продюсер, автор музыки ко многим кинокартинам и телефильмам. Неоднократно становился номинантом на премии Оскар, Грэмми и Золотой Глобус.
Написал и спродюсировал хиты таких известных артистов, как Уитни Хьюстон, Джеймс Ингрэм, Олетта Адамс и Кенни Логгинс. Песни Джада Фридмана исполняли Тина Тёрнер, Барбара Стрейзанд, Рэй Чарльз, Род Стюарт, бойз-бэнд «Five», Чака Хан, Дэйв Коз, Мит Лоуф, Би-Би и Си-Си Вайнанс, Лиэнн Раймс, Кимберли Локк и многие другие.
Является креативным директором компании «4 Entertainment», также владеет собственной профессиональной звукозаписывающей студией.
По всему миру продано около 65 миллионов записей песен, композитором которых является Фридман.

## Биография
Джад Фридман рос в Нью-Йорке и Коннектикуте. Посещал Йельскую и Гарвардскую школы права, по окончании которых получил юридическую степень от Гарвардской школы права и степень бакалавра от Йельского университета (диплом с отличием). Одновременно с учёбой постоянно играл в различных музыкальных группах, писал песни, выступал в музыкальном театре. После того, как Фридман с успехом исполнил главную роль в одном из Нью-Йоркских шоу, он понял, что его призвание не актёрская игра, а создание музыки.
Джад переехал в Лос-Анджелес и там стал оттачивать своё композиторское мастерство, там же занялся продюсированием. Через несколько лет после переезда, в 1989 году, написал музыку и аранжировку к своему первому хиту «I Don’t Have the Heart», исполнителем которого стал Джеймс Ингрэм. Затем, в 1993 году, последовал новый хит «Run to You», над созданием которого Джад Фридман работал вместе с Алланом Ричем. Сингл был записан выдающейся американской певицей Уитни Хьюстон для фильма «Телохранитель». Бэк-вокальную партию песни исполнил сам Фридман. Песня «Run to You» имела огромный успех и была номинирована на премии Оскар и Грэмми. Следующей композицией, написанной Фридманом в 1996 году в соавторстве с Джеймсом Ньютоном Ховардом, стал саундтрек «For the First Time» к фильму «Один прекрасный день». В исполнении Кенни Логгинса эта песня была номинирована на самые важные музыкальные премии США — Оскар, Грэмми и Золотой Глобус.
В карьере Джада Фридмана помимо перечисленных хитов было множество других успешных песен, которые исполняли такие известные певцы и музыканты, как Барбара Стрейзанд (песня «Circle», соавтор Синтия Вайль), Рэй Чарльз («So Help Me God», соавтор Аллан Рич), Тина Тёрнер («Thief of Hearts», соавторы Аллан Рич, Гелмут Гаттлер, Joo Kraus), Тони Брэкстон («If I Have To Wait», соавторы Майкл Басби, Аллан Рич), Чака Хан («Your Love Is All I Know», соавторы Крис Уолкер, Аллан Рич).
Фридман известен и своим международным сотрудничеством. Его композиции есть в репертуаре филиппинской певицы и актрисы Чарис («The Truth Is»), итальянской певицы Giorgia («È l’amore che conta», «Hostage»), победителя музыкального теле-проекта «X Factor» в Голландии Adlicious. Украинская певица Ани Лорак записала русскоязычную версию песни «È l’amore che conta» под названием «Обними меня крепче», с которой стала лауреатом премии «Золотой граммофон»-2012 и дипломантом конкурса «Песня года» в 2012 году.
Для российско-грузинского певца Гелы Гуралиа, финалиста российского музыкального теле-проекта «Голос-2», Джад Фридман написал сразу три англоязычные песни, которые вошли в дебютный альбом артиста «Dream Of Me». Это песни, написанные в соавторстве с Алланом Ричем, «Dream Of Me», «Stone by Stone» (песня существует в женском исполнении — поёт Карина Пасиан) и «Coming Home Again» (третий соавтор Marco Marinangeli).
Джад Фридман записал композиции для нескольких телевизионных проектов. Он работал над музыкальной темой «Believe In Me» к биографическому телефильму о Майкле Джексоне Man in the Mirror: The Michael Jackson Story. Создал партитуру для детского музыкального телефильма «Принц на один день»: по словам Фридмана, участия в этом музыкальном проекте оказалось для него самым удачным опыт на телевидении.
Фридман имеет свою профессиональную звукозаписывающую студию, в которой сочиняет, аранжирует и монтирует новые песни и инструментальную музыку разных жанров. Также на 2015 год он является креативным директором международной компании «4 Entertainment».
Джад Фридман помогает молодым композиторам и исполнителям создавать и продюсировать новые песни и альбомы. Обучает, консультирует по вопросам ведения музыкального бизнеса, делится опытом более чем тридцатилетней работы с выдающимися артистами.

## Номинации и награды
Список номинаций композиций Джада Фридмана:
| Награда                 | Год  | Категория                                                                            | Песня                            | Проект               | Соавторы                      |
| ----------------------- | ---- | ------------------------------------------------------------------------------------ | -------------------------------- | -------------------- | ----------------------------- |
| Оскар                   | 1993 | Премия «Оскар» за лучшую песню к фильму                                              | Run to You                       | Телохранитель        | Аллан Рич                     |
| Оскар                   | 1997 | Премия «Оскар» за лучшую песню к фильму                                              | For the First Time               | Один прекрасный день | Джеймс Ньютон Ховард          |
| Грэмми                  | 1993 | Лучшая песня, написанная для кино, телевидения или другого визуального представления | Run to You                       | Телохранитель        | Аллан Рич                     |
| Грэмми                  | 1997 | Лучшая песня, написанная для кино, телевидения или другого визуального представления | For the First Time               | Один прекрасный день | Джеймс Ньютон Ховард          |
| Грэмми                  | 1999 | Лучшее инструментальное поп-исполнение                                               | December Makes Me Feel That Way  |                      | Аллан Рич                     |
| Грэмми                  | 2000 | Лучшее вокальное R&B исполнение дуэтом или группой                                   | If Anything Ever Happened To You |                      | Ариф Мардин                   |
| Золотой глобус          | 1997 | Лучшая песня                                                                         | For the First Time               | Один прекрасный день | Джеймс Ньютон Ховард          |
| Золотой глобус          | 1995 | Лучшая песня                                                                         | The Color Of The Night           | Цвет ночи            | Лорен Кристи, Доминик Фронтир |
| Soul Train Music Awards | 1994 | Лучшая R&B песня в женском исполнении                                                | I Just Had to Hear Your Voice    |                      | Аллан Рич                     |

Список первых позиций в чартах.
№ 1 в чартах Billboard Hot 100 и R&R Adult Contemporary с синглом «I Don’t Have The Heart», исполненной Джеймсом Ингрэмом (соавтором песни выступил Thom Bell).
№ 1 в чартах Billboard Adult Contemporary и R&R Adult Contemporary с синглом «For the First Time», исполненнойКенни Логинсом.
№ 1 в чарте Contemporary Christian с синглом «Count It All Joy», исполненной Би-Би и Си-Си Вайнанс.